# Opisthocentrus
Opisthocentrus is een geslacht van straalvinnige vissen uit de familie van stekelruggen (Stichaeidae).

## Soorten
- Opisthocentrus ocellatus (Tilesius, 1811)
- Opisthocentrus tenuis Bean & Bean, 1897
- Opisthocentrus zonope Jordan & Snyder, 1902